# Guido Sotriffer

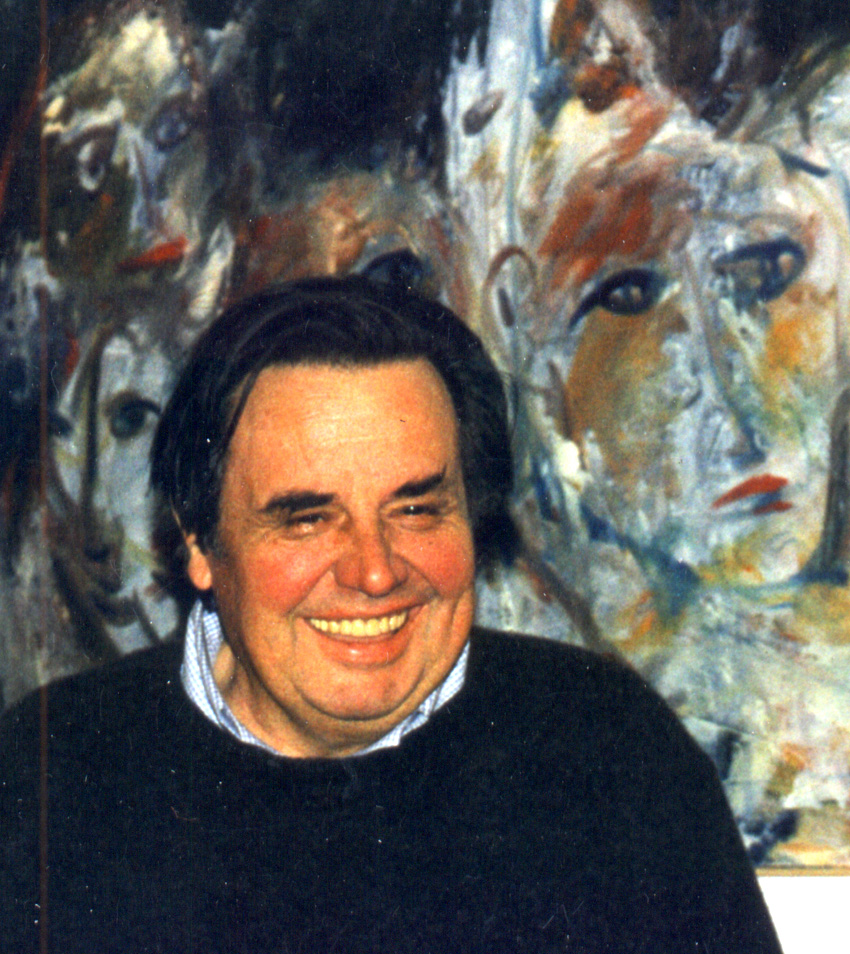
Guido Sotriffer davanti al suo quadro "Le maschere"

Guido Sotriffer (Ortisei, 20 febbraio 1936 – Ortisei, 5 novembre 1998) è stato uno scultore e pittore italiano della Val Gardena, Ortisei, Italia.

## Biografia
Nato ad Ortisei, dalla coppia Notburga e Anton Sotriffer-Demetz, sesto di otto figli, fu inizialmente destinato al mestiere di commerciante. Il padre, notate le doti del figlio, gli permise di frequentare per tre anni la scuola d'arte di Ortisei. Il maestro Salvatore Li Rosi riconobbe il suo talento e lo indirizzò agli studi accademici. Dopo il 1958 allestì il suo primo laboratorio, in stretto contatto con lo scultore Guido Daurù. Importante tappa del suo percorso artistico fu nel 1964 la permanenza presso lo studio dello scultore Augusto Murer a Falcade. Collaborò con lui alla realizzazione della Partigiana, monumentale scultura in bronzo sita presso i Giardini di Venezia. In questa occasione Sotriffer, che sino ad allora aveva lavorato soprattutto il legno, acquisì esperienza nella realizzazione di grandi sculture in bronzo; all'uopo studiò la costruzione in cera e gesso. Importante e approfondita fu la sua passione e conoscenza dell'arte contemporanea. Per tutta la vita continuò a frequentare e relazionarsi con amici artisti, architetti e intellettuali italiani ed europei.

## Opere
La ricerca in campo artistico condusse Guido Sotriffer ad esprimersi attraverso diverse tecniche e materiali come legno, cera, bronzo e gesso. Nell’ultimo periodo della sua vita fu tuttavia la pittura ad essere prevalente. Di seguito si indicano alcune delle opere di Guido Sotriffer più significative esposte permanentemente: al museo della Val Gardena a Ortisei, nella Chiesa di Sant'Igino papa e in quella parrocchiale di San Vincenzo Pallotti a Roma. La "Via Crucis" nella Chiesa di Sant'Igino papa, Roma.

## Critica
"Al centro dell'opera artistica di Guido Sotriffer sta la figura umana, composta talvolta in una versione realistica, altre volte formulata astrattamente, o addirittura estraniata fino a diventare segno. Da giovane scultore realizza opere che rappresentano motivi e temi derivanti dalla tradizione locale, ma talvolta anche ispirati dall'antichità. Individualizzato o di gruppo, viene rappresentato principalmente io comportamento umano. ... Il portamento delle sue figure è compositivamente convincente, il loro relazionarsi, la loro reciproca vicinanza così palpabile..." (Christine Dorothea Hölzig).

## Mostre
- 1965: Ortisei, Italia - Galleria Ruscel
- 1966: Varese, Italia - Galleria Internazionale
- 1987: Bolzano, Italia - Galleria domenicani
- 1988: San Martino in Badia, Italia - Istitut ladin "Micurà de Rü"
- 1999: Ortisei, Italia - Casa di Cultura- e Circolo Artistico- Retrospettiva
- 2000: Merano, Italia - Galleria Banca Popolare dell'Alto Adige
- 2000: Innsbruck, Austria - Kongresshaus Innsbruck, Foyer Disner
- 2000: Lipsia, Germania - Galleria Hotel Continental
- 2001: Bolzano, Italia - Galleria Prisma- Circolo Artistico dell'alto Adige
- 2002: Dornbirn, Austria - art.bodensee
- 2002: Eichgraben, Austria - Circolo Artistico e Culturale
- 2002: Spinea, Italia - Oratorio di S. Maria Assunta di Rossignano
- 2003: Albissola Marina, Italia - Galleria "Il Bostrico"
- 2004: Venezia, Italia - Sala San Tommaso di SS. Giovanni e Paolo
- 2006: Lipsia, Germania - Centro Congressi Lipsia
- 2006: Potsdam, Germania - Vecchio comune
- 2008: Purkersdorf, Austria - Galleria Cittadina
- 2008: Ortisei, Italia - Circolo Artistico
- 2010: Vienna, Austria - Austria Center Vienna
- 2012: Panitzsch, Germania - Circolo Artistico
- 2016: Bressanone, Italia - Museo Diocesano Hofburg